# Bisdom Ugento-Santa Maria di Leuca
Het bisdom Ugento-Santa Maria di Leuca (Latijn: Dioecesis Uxentina-Sanctae Mariae Leucadensis; Italiaans: Diocesi di Ugento-Santa Maria di Leuca) is een in Italië gelegen rooms-katholiek bisdom met zetel in de stad Ugento. Het bisdom behoort tot de kerkprovincie Lecce, en is, samen met de aartsbisdommen Otranto en Brindisi-Ostuni en het bisdom Nardò-Gallipoli, suffragaan aan het aartsbisdom Lecce.

## Geschiedenis
Het bisdom Ugento werd in de 13e eeuw opgericht. Op 28 juni 1818 werd door paus Pius VII met de apostolische constitutie De utiliori het gebied van het opgeheven bisdom Alessano toegevoegd. Op 1 augustus 1959 werd de naam van het bisdom veranderd in Ugento-Santa Maria di Leuca. In Santa Maria di Leuca staat het 18e-eeuwse heiligdom De Finibus Terrae (landseinde), ter nagedachtenis aan het bezoek van de apostel Paulus op zijn reis naar Rome.

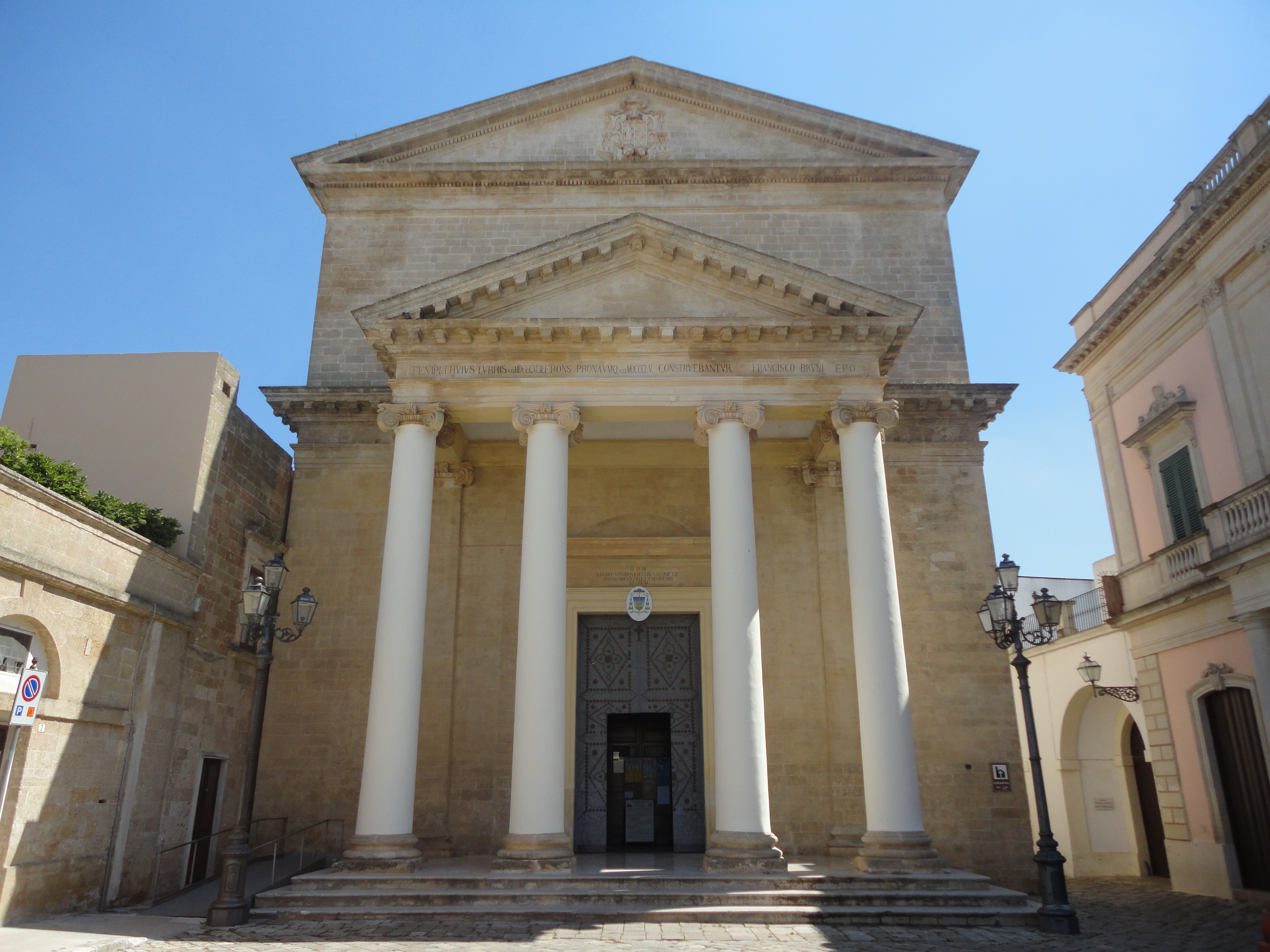
Kathedraal van Ugento
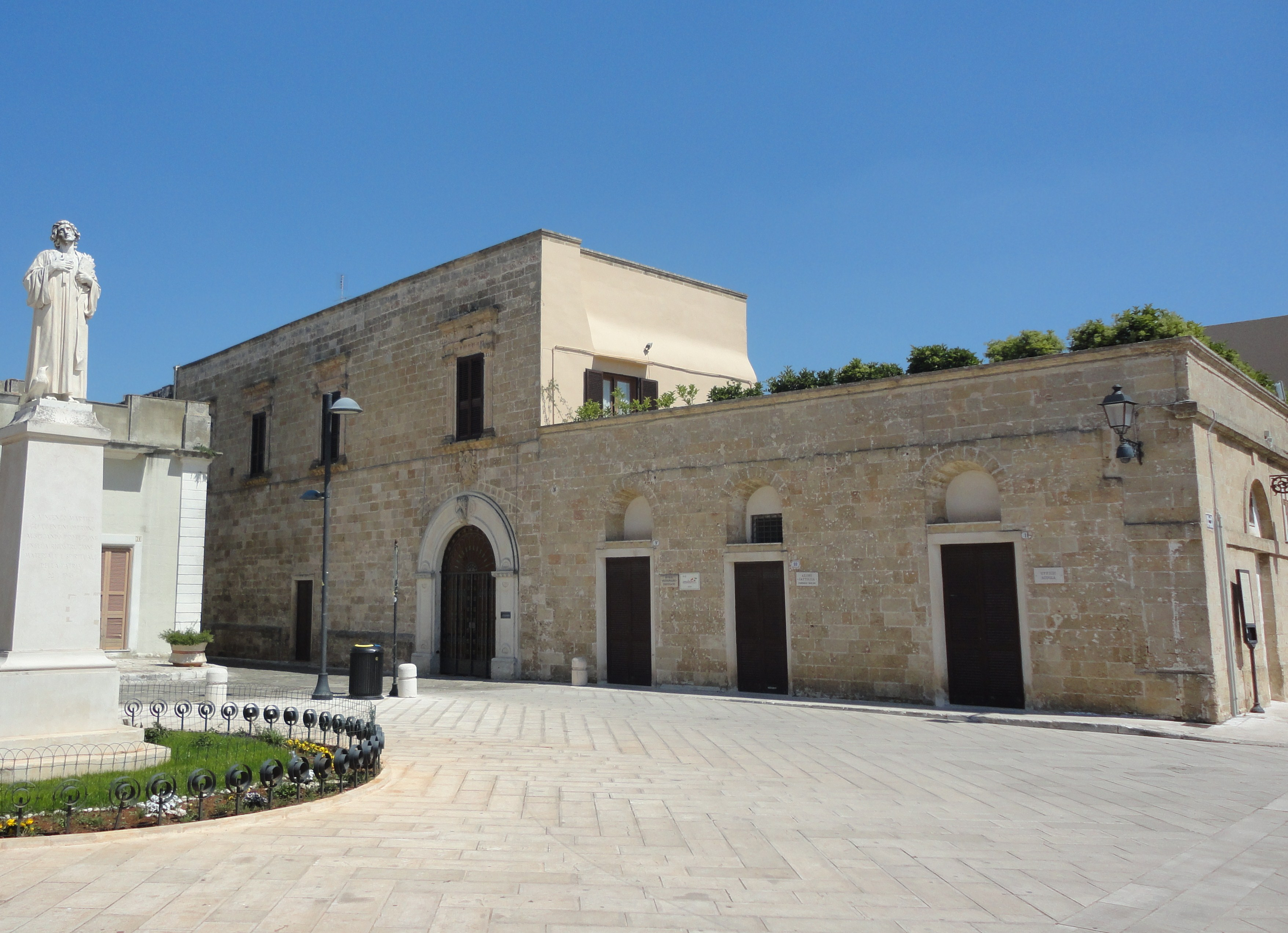
Bisschoppelijk paleis in Ugento
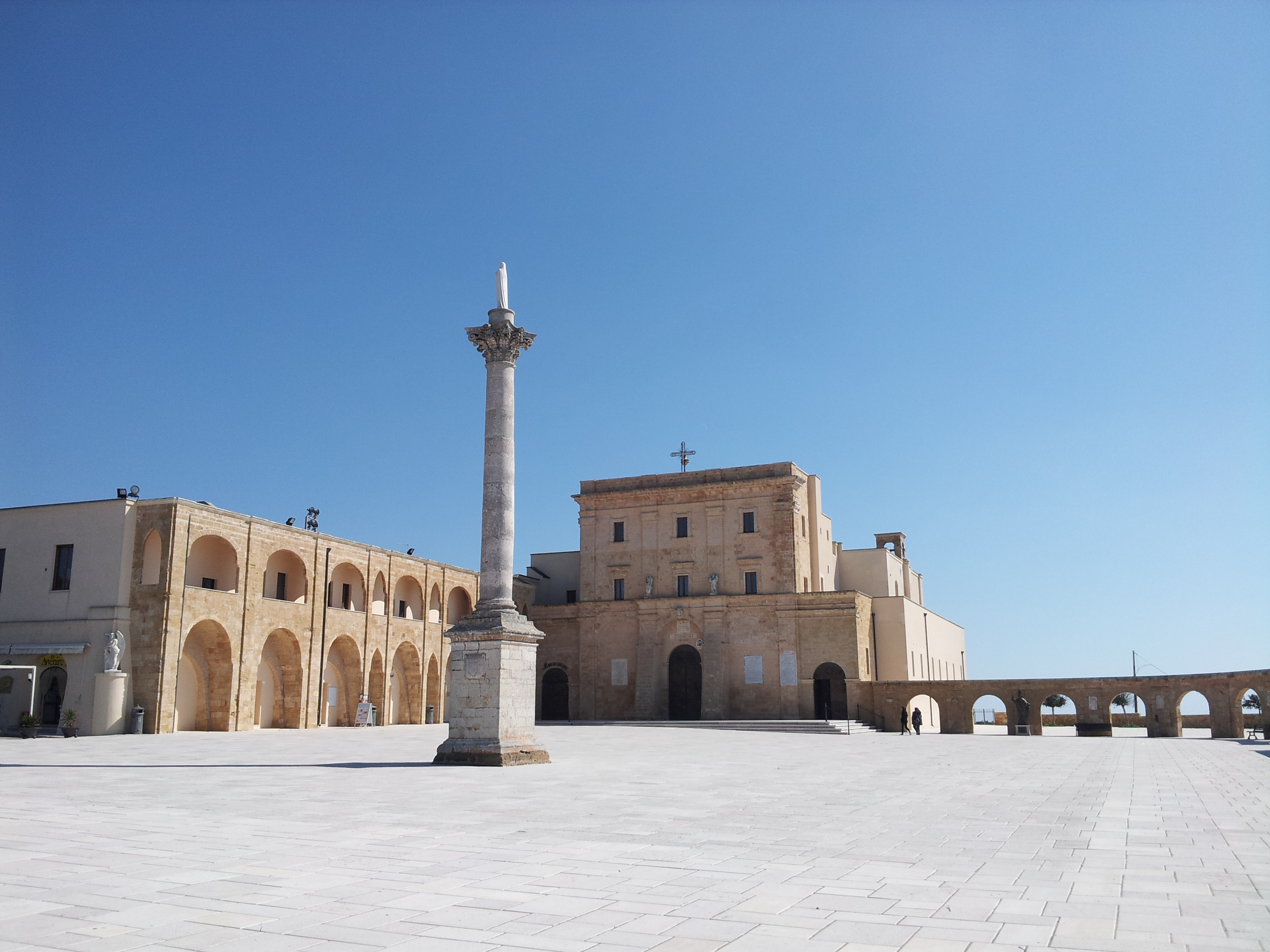
Basilica De Finibus Terrae in Santa Maria di Leuca